# Schreiteria colombiana
Schreiteria colombiana is een keversoort uit de familie van de boktorren (Cerambycidae). De wetenschappelijke naam van de soort werd voor het eerst geldig gepubliceerd in 2007 door Monné M. A. & Monné M. L..